# Marcos Góes
Marcos Antonio Góes de Araújo (Nilópolis, 21 de fevereiro de 1963), conhecido como Marcos Góes, é um músico brasileiro, intérprete da música cristã. Na adolescência, já participava da equipe de músicos da Igreja Congregacional em Bento Ribeiro, no Rio de Janeiro. Iniciou sua carreira profissional na década de 1980 e já lançou mais de vinte álbuns. 
Juntamente com o também cantor Cristão Adhemar de Campos foram os principais cantores da década de 90 no meio Cristão-evangélico e ministro de louvor nas grandes vigílias da Igreja Congregacional em Bento Ribeiro. Foi precursor dos discos gravados AO VIVO e com plateia.
Ganhou disco de Ouro em 1997 e 1998 pela venda de mais de 100.000 cópias vendidas dos LP's A Vigilia e A Vigilia 2, respectivamente.  Foi vencedor no Troféu Talento em 1999, na categoria Melhor intérprete masculino.
Em 2013, Marcos Góes lançou seu o mais recente trabalho musical inédito diretamente em seu site oficial, onde o álbum foi disponibilizado para download gratuitamente.

## Discografia
- 1989 - Autoridade e Poder
- 1990 - A Cor e a Poesia
- 1991 - Marcos Góes: Ao Vivo
- 1992 - Unção
- 1993 - Entre o falso e o Verdadeiro
- 1993 - A Vigília 1 - O Início
- 1994 - A Vigília 2: No mover do Espirito Santo
- 1994 - Canções ao Anoitecer
- 1995 - 10 Anos
- 1996 - Carros e Cavaleiros
- 1997 - A Vigília 3
- 1998 - Basta uma Palavra
- 1998 - A Vigília 4: Perdoados
- 1999 - Eu Irei
- 1999 - A Vigília 5: Santidade ao Senhor
- 2000 - Mais de Ti
- 2001 - A Vigília 6
- 2002 - De Mim Para o Meu Deus, do Meu Deus Para Mim
- 2004 - Amado da Minha Alma
- 2007 - A Vigília 7: Vento e Fogo
- 2008 - Apure seus ouvidos (Remix)
- 2011 - Aos Sensíveis de Coração (Acústico)
- 2013 - Cobre-me com Tuas Asas
- 2014 - Marcos Góes 3.0 - Muita História pra contar